# Omicidio di Maria Letizia Berdini
L'omicidio di Maria Letizia Berdini è un caso di cronaca nera che ha visto vittima la trentunenne Maria Letizia Berdini.

## Il fatto
Il 27 dicembre 1996 i fratelli Paolo, Sandro, Franco e Gabriele Furlan, il loro cugino Paolo Bertocco, Roberto Siringo e la fidanzata di Bertocco, Loredana Vezzaro, dal cavalcavia della Cavallosa, nel territorio di Tortona (AL), lanciarono alcuni sassi sulle vetture in transito sulla carreggiata sottostante. Uno di questi sassi colpì mortalmente Maria Letizia Berdini, di 31 anni, vocalist di Riccardo Cocciante, che viaggiava in direzione di Parigi assieme al marito, sposato appena 5 mesi prima. 

## Processo
I fratelli Franco, Paolo e Alessandro Furlan e il cugino Paolo Bertocco, condannati a 18 anni e 4 mesi per omicidio, hanno finito di scontare nel 2009 la loro condanna. Gli altri arrestati per l'omicidio, in tutto undici, cinque vennero scagionati nell'udienza preliminare mentre due uscirono di scena dopo il primo grado, poiché erano sul cavalcavia ma non si riuscì a dimostrare la loro partecipazione al lancio. Secondo l'accusa, il sasso fu lanciato "per scacciare la noia".

## Conseguenze
L'omicidio di Maria Letizia Berdini fece sì che da allora tutti i cavalcavia delle autostrade italiane, a partire proprio dalla Torino-Brescia, furono numerati, per permettere di individuare subito la località e il punto esatto degli incidenti.

## Documentari
- 2023: Ossi di Seppia: i sassi dal cavalcavia, Raiplay[7]